# Административно-территориальное деление Вытегорского района
Вытегорский район — административно-территориальная единица в Вологодской области Российской Федерации. В рамках организации местного самоуправления ему соответствует одноимённое муниципальное образование Вытегорский муниципальный район.
Административный центр — город Вытегра.
- Код ОКАТО Вытегорского района — 19 222
- Код ОКТМО Вытегорского муниципального района — 19 622

## Административно-территориальные единицы

Сельсоветы Вытегорского района и существовавшие в 2006—2009 гг. в их границах одноимённые сельские поселения

Вытегорский район в рамках административно-территориального устройства, включает 1 город районного значения (Вытегра) и 15 сельсоветов:
| №  | Сельсовет   | Соответствующее муниципальное образование |
| -- | ----------- | ----------------------------------------- |
| 1  | Алмозерский | Алмозерское СП                            |
| 2  | Андомский   | Андомское СП                              |
| 3  | Анненский   | Анненское СП                              |
| 4  | Анхимовский | Анхимовское СП                            |
| 5  | Девятинский | Девятинское СП                            |
| 6  | Казаковский | Оштинское СП                              |
| 7  | Кемский     | Кемское СП                                |
| 8  | Коштугский  | Оштинское СП                              |
| 9  | Макачевский | Андомское СП                              |
| 10 | Мегорский   | Оштинское СП                              |
| 11 | Оштинский   | Оштинское СП                              |
| 12 | Саминский   | Саминское СП                              |
| 13 | Семёновский | Алмозерское СП                            |
| 14 | Тудозерский | Андомское СП                              |
| 15 | Янишевский  | Девятинское СП                            |

## Муниципальные образования

Муниципальные образования с 2016 года

Муниципальный район, в рамках организации местного самоуправления, делится на 8 муниципальных образований нижнего уровня, в том числе 1 городское и 7 сельских поселений.
| Муниципальное образование      | Административный центр | Административно-территориальные единицы (состав по структуре ОКАТО) |
| ------------------------------ | ---------------------- | ------------------------------------------------------------------- |
| город Вытегра                  | Вытегра                | город Вытегра                                                       |
| сельское поселение Алмозерское | Волоков Мост           | Алмозерский, Семёновский сельсоветы                                 |
| сельское поселение Андомское   | Андомский Погост       | Андомский, Макачевский, Саминский и Тудозерский сельсоветы          |
| сельское поселение Анненское   | Анненский Мост         | Анненский сельсовет                                                 |
| сельское поселение Анхимовское | Белоусово              | Анхимовский сельсовет                                               |
| сельское поселение Девятинское | Девятины               | Девятинский, Янишевский сельсоветы                                  |
| сельское поселение Кемское     | Мирный                 | Кемский сельсовет                                                   |
| сельское поселение Оштинское   | Мегра                  | Мегорский, Казаковский, Коштугский и Оштинский сельсоветы           |

### История муниципального устройства

Муниципальные образования в 2006—2009 гг. в границах сельсоветов

Первоначально к 1 января 2006 года в составе муниципального района в границах сельсоветов были образованы 1 городское и 15 сельских поселений.
| Муниципальное образование      | Административный центр | Административно-территориальные единицы (состав по структуре ОКАТО) |
| ------------------------------ | ---------------------- | ------------------------------------------------------------------- |
| город Вытегра                  | Вытегра                | город Вытегра                                                       |
| Алмозерское сельское поселение | Волоков Мост           | Алмозерский сельсовет                                               |
| Андомское сельское поселение   | Андомский Погост       | Андомский сельсовет                                                 |
| Анненское сельское поселение   | Анненский Мост         | Анненский сельсовет                                                 |
| Анхимовское сельское поселение | Белоусово              | Анхимовский сельсовет                                               |
| Девятинское сельское поселение | Девятины               | Девятинский сельсовет                                               |
| Казаковское сельское поселение | Палтога                | Казаковский сельсовет                                               |
| Кемское сельское поселение     | Мирный                 | Кемский сельсовет                                                   |
| Коштугское сельское поселение  | Коштуги                | Коштугский сельсовет                                                |
| Макачевское сельское поселение | Макачево               | Макачевский сельсовет                                               |
| Мегорское сельское поселение   | Мегра                  | Мегорский сельсовет                                                 |
| Оштинское сельское поселение   | Ошта                   | Оштинский сельсовет                                                 |
| Саминское сельское поселение   | Октябрьский            | Саминский сельсовет                                                 |
| Семёновское сельское поселение | Митино                 | Семёновский сельсовет                                               |
| Тудозерское сельское поселение | Тудозерский Погост     | Тудозерский сельсовет                                               |
| Янишевское сельское поселение  | Янишево                | Янишевский сельсовет                                                |

Законом от 9 апреля 2009 года были упразднены:  Семёновское сельское поселение (включено в Алмозерское с административным центром в посёлке Волоков Мост); Макачевское и Тудозерское (включены в Андомское с административным центром в селе Андомский Погост).
| Муниципальное образование      | Административный центр | Административно-территориальные единицы (состав по структуре ОКАТО) |
| ------------------------------ | ---------------------- | ------------------------------------------------------------------- |
| город Вытегра                  | Вытегра                | город Вытегра                                                       |
| Алмозерское сельское поселение | Волоков Мост           | Алмозерский, Семёновский сельсоветы                                 |
| Андомское сельское поселение   | Андомский Погост       | Андомский, Макачевский, Тудозерский сельсоветы                      |
| Анненское сельское поселение   | Анненский Мост         | Анненский сельсовет                                                 |
| Анхимовское сельское поселение | Белоусово              | Анхимовский сельсовет                                               |
| Девятинское сельское поселение | Девятины               | Девятинский сельсовет                                               |
| Казаковское сельское поселение | Палтога                | Казаковский сельсовет                                               |
| Кемское сельское поселение     | Мирный                 | Кемский сельсовет                                                   |
| Коштугское сельское поселение  | Коштуги                | Коштугский сельсовет                                                |
| Мегорское сельское поселение   | Мегра                  | Мегорский сельсовет                                                 |
| Оштинское сельское поселение   | Ошта                   | Оштинский сельсовет                                                 |
| Саминское сельское поселение   | Октябрьский            | Саминский сельсовет                                                 |
| Янишевское сельское поселение  | Янишево                | Янишевский сельсовет                                                |

Муниципальные образования в 2009—2013 гг.

Законом от 25 мая 2013 года были упразднены: Коштугское сельское поселение  (включено в Мегорское с административным центром в селе Мегра); Янишевское (включено в Девятинское с административным центром в селе Девятины).
| Муниципальное образование      | Административный центр | Административно-территориальные единицы (состав по структуре ОКАТО) |
| ------------------------------ | ---------------------- | ------------------------------------------------------------------- |
| город Вытегра                  | Вытегра                | город Вытегра                                                       |
| Алмозерское сельское поселение | Волоков Мост           | Алмозерский, Семёновский сельсоветы                                 |
| Андомское сельское поселение   | Андомский Погост       | Андомский, Макачевский, Тудозерский сельсоветы                      |
| Анненское сельское поселение   | Анненский Мост         | Анненский сельсовет                                                 |
| Анхимовское сельское поселение | Белоусово              | Анхимовский сельсовет                                               |
| Девятинское сельское поселение | Девятины               | Девятинский, Янишевский сельсоветы                                  |
| Казаковское сельское поселение | Палтога                | Казаковский сельсовет                                               |
| Кемское сельское поселение     | Мирный                 | Кемский сельсовет                                                   |
| Мегорское сельское поселение   | Мегра                  | Мегорский, Коштугский сельсоветы                                    |
| Оштинское сельское поселение   | Ошта                   | Оштинский сельсовет                                                 |
| Саминское сельское поселение   | Октябрьский            | Саминский сельсовет                                                 |

Муниципальные образования в 2013—2015 гг.

Законом от 2 ноября 2016 года были упразднены: Саминское сельское поселение (включено в Андомское с административным центром в селе Андомский Погост); Мегорское, Казаковское (включены в Оштинское с административным центром в селе Мегра).